# 孔普雷尼亚克 (阿韦龙省)
孔普雷尼亚克（法語：Comprégnac，法語發音：[kɔ̃pʁeɲak]）是法国阿韦龙省的一个市镇，属于米约区。

## 地理
孔普雷尼亚克（44°4'59"N, 2°57'41"E）面积11.09 平方千米，位于法国奧克西塔尼大區阿韦龙省，该省份为法国南部内陆省份，位于法國中央高原南部，北起顺时针与康塔爾省、洛泽尔省、加尔省、埃罗省、塔恩省、塔恩-加龙省和洛特省接壤。
与孔普雷尼亚克接壤的市镇（或旧市镇、城区）包括：卡斯泰尔诺佩盖罗尔、克雷塞尔、米约、蒙若、圣乔治德吕藏松。

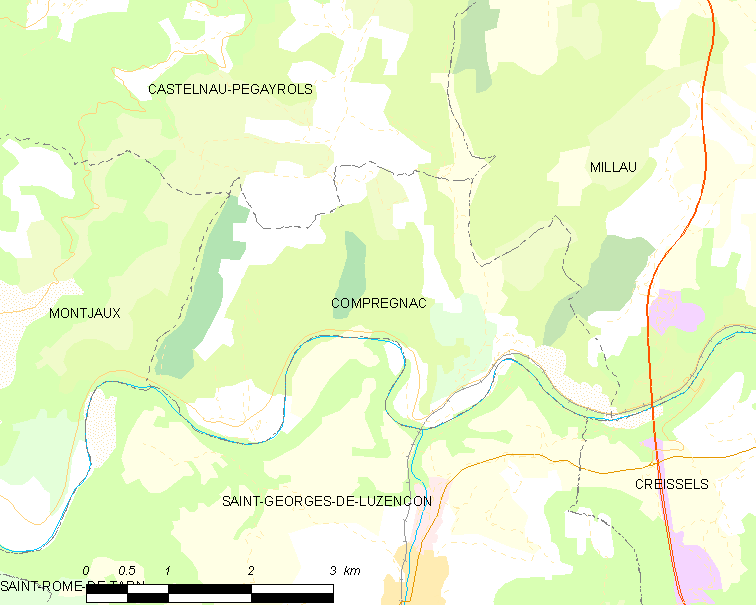
的OSM定位图

孔普雷尼亚克的时区为UTC+01:00、UTC+02:00（夏令时）。

## 行政
孔普雷尼亚克的邮政编码为12100，INSEE市镇编码为12072。

## 政治
孔普雷尼亚克所属的省级选区为米约第一县。

## 人口

1962-2008年间人口变化图示

孔普雷尼亚克于2022年1月1日时的人口数量为217人。